# Wahu
Rosemary Wahu Kagwi (sinh ngày 22 tháng 3 năm 1980), được biết đến với nghệ danh Wahu, là một ca sĩ kiêm nhạc sĩ người Kenya, cựu người mẫu thời trang, nữ diễn viên và doanh nhân. Cô phát hành đĩa đơn đầu tiên của cô "Niangalie" đã nhận được sự tiếp nhận tích cực trên khắp châu Phi nói riêng và thế giới nói chung. Cô là người đầu tiên nhận giải thưởng từ MTV Africa Music Awards 2008, cho hạng mục Nữ nghệ sĩ xuất sắc nhất. Hơn nữa, cô đã giành được Giải thưởng Âm nhạc Châu Phi, Giải thưởng Chaguo La Teeniez và Giải thưởng âm nhạc Kisima. Trong ngành công nghiệp diễn xuất, Wahu có đóng một vai chính trong bộ phim truyền hình có tên là Tazama.

## Tiểu sử
Wahu là một người phụ nữ điển hình và đã từng là sinh viên Đại học Nairobi, tốt nghiệp khoa toán học. Cô bắt đầu sự nghiệp âm nhạc của mình vào năm 2000. Ba đĩa đơn đầu tiên của cô là "Niangalie", "Esha" và "Liar". Wahu phát hành hit lớn đầu tiên của cô, "Sitishiki" khoảng năm 2005. Một số sản phẩm âm nhạc của cô đã được sản xuất bởi Ogopa DJ Cô kết hôn với Nameless, một nhạc sĩ từng đoạt giải thưởng nhạc sĩ người Kenya. Họ có 2 cô con gái, đây là một trong những người đã khiến cô dành tâm huyết tạo ra hit lớn nhất của mình cho đến nay "Sweet Love".

## Giải thưởng và đề cử

### Giải thưởng
- MTV Africa Music Awards 2008 - Ca sĩ nữ xuất sắc nhất[9]
- 2008 Pearl of Africa Music Awards - Nghệ sĩ nữ xuất sắc nhất(Kenya)[10]
- 2008 CHAT Awards - Nghệ sĩ nữ được yêu thích nhất[11]
- 2008 Kisima Awards - Ca khúc hay nhất ("Sweet Love")[12]
- 2010 Tanzania music awards [13]

### Đề cử
- 2006 Pearl of Africa Music Awards - Nghệ sĩ nữ người Kenya xuất sắc nhất[14]
- MTV Africa Music Awards 2008 - Nghệ sĩ mới xuất sắc nhất[15]
- 2008 MOBO Awards -Nghệ sĩ người châu Phi xuất sắc nhất [16]
- 2008 Kora Awards - Nghệ sĩ từ Đông Phi xuất sắc nhất (không được tổ chức)[17]
- 2009 Tanzania Music Awards - Ca khúc Đông Phi hay nhất ("Sweet Love")[18]
- 2009 MTV Africa Music Awards - Video xuất sắc nhất ("Little Things You Do" với Bobi Wine)[19]
- 2009 Channel O Music Video Awards - Nghệ sĩ Đông Phi xuất sắc nhất("Sweet Love")[20]
- 2011 Tanzania Music Awards - Ca khúc hay nhất ('Mkono Mmoja' với Chege & Temba)[21]